# Unclesally*s

Logo der Zeitschrift unclesally*s

unclesally*s war ein kostenloses, zehnmal im Jahr erscheinendes Musik- und Lifestyle-Magazin mit Schwerpunkt in den Bereichen alternative Musik, Film, Mode und Massenmedien.
Hauptaugenmerk waren neben den zahlreichen Plattenrezensionen auch ausführliche Interviews sowie Reportagen und Rubriken wie der „Test“, „Rock’n’Roll Reiseführer“ oder „Auf Achse“.
Zudem wurden auch aktuelle Filme, DVDs, Bücher, Comics, Hörspiele und Computerspiele behandelt.
Gegründet wurde das Magazin 1994, im Dezember dieses Jahres erschien die erste Ausgabe von unclesally*s. 2007 erschien das Magazin mit einer Auflage von mehr als 130.000 Exemplaren bundesweit im unclesally*s Verlag.
Der Redaktionssitz war in Berlin, die letzte Chefredakteurin war Caroline Frey.
Seit 2004 war das Magazin als Festivalveranstalter tätig. Das jährlich stattfindende Musikfestival sally*sounds ging 2006 erstmals auf Festivaltour durch Hamburg, Köln und Berlin.
Anfang Oktober 2011 wurde bekannt gegeben, dass das Magazin nach 171 Ausgaben eingestellt wird. Grund dafür war die nicht mehr ausreichende finanzielle Tragbarkeit eines kostenlosen Magazins.

## Mitgliedschaften
unclesally*s war Mitglied des Kooperationsnetzwerkes der Berliner Musikwirtschaft Berlin Music Commission.